# ثوباكتس
ثوباكتس (Thubactis) مدينة أسسها الفينيقيون قبل حوالي 3000 سنة، على بعد حوالي 210 كم شرق مدينة طرابلس الليبية. استخدموها محطة تجارية كغيرها من المحطات الأخرى التي أسسوها على البحر الأبيض المتوسط. وهي مدينة مصراتة حاليا.

## تاريخ

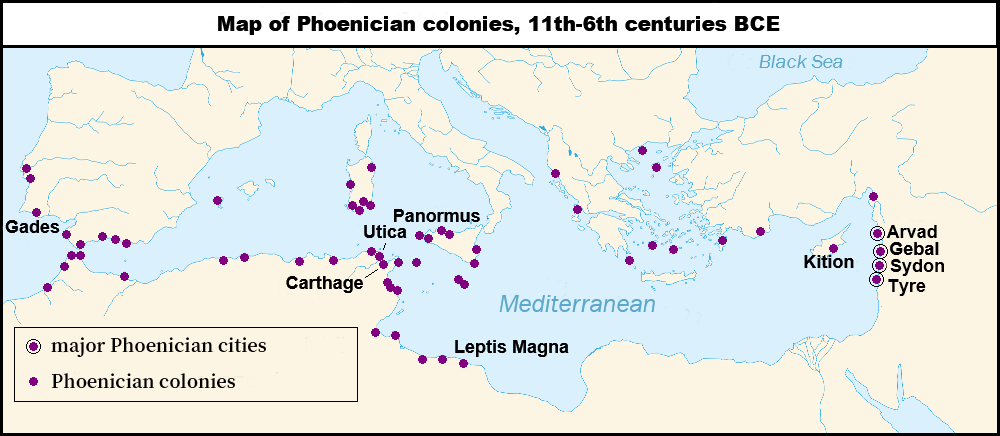
المراكز الفينيقية في البحر الأبيض المتوسط

إن مدينة ثوباكتس من حيث موقعها على الساحل الليبي تبدو كشبه جزيرة فمياه البحر تلفها من الشمال والشرق والغرب ويبرز لسان منطقة قصر أحمد كرأس بحري بارز كان يسمى قديماً باسم كيفالاي أوCephalae Cape وهو ما أعطاها مناخ معتدل في أغلب فصول السنة.
وهي إحدى المحطات التجارية التي بدأ الفينيقيون في إنشائها على الأجزاء الشمالية الغربية من الساحل الليبي في القرن العاشر قبل الميلاد وقد استمدت أهميتها من كونها ملتقى العديد من الطرق الحيوية ولأنها أيضا تتوسط منطقة زراعية، كما ورد ذكرها باسم كيفالاي برومنتوريوم Cephalae Promontorium في الوثائق المسماة Σταδιασμός ήτοι περίπλους της μεγάλης θαλάσσης (أطوال المسافات في البحر الكبير).

## وصف
- وقد وصفها الجغرافي سترابو [5] في القرن الأول الميلادي بأنها رأس شامخة مغطاة بالغابات وتشكل خليج سرت الكبير.
- أما ما أورده بطليموس الجغرافي الشهير باسم Trirone Acrone «ترايرون أكرون» أي (الرؤوس الثلاثة) لأنها تتكون من ثلاثة رؤوس من اليابسة موغلة في البحر وقد سكنتها قبيلة «مسراتا» فسميت باسم هذه القبيلة مصراته وهو الاسم الذي تعرف به الآن كما أنها عرفت باسم «ذات الرمال» وذلك لوجود العديد من الكثبان الرملية بها البيضاء والصفراء.